# Rhagioninae
Rhagioninae — всесвітня підродина хижих бекасницевих.

## Роди
- Arthroteles Bezzi, 1926[3] - Афротропіка
- Atherimorpha White, 1914[4] - Австралазія, Неотропіка, Афротропіка
- Desmomyia Brunetti, 1912[5] - Палеарктика, Індомалайя
- Rhagio Fabricius, 1775[6] - Неарктика, Палеарктика
- Sierramyia Kerr, 2010 [2] - Неарктика/Неотропіка